# Kurre Lansburgh
Kurre Mathias Neander Lansburgh (ur. 28 maja 1977 w Uppsali) – szwedzki narciarz, specjalista narciarstwa dowolnego. Najlepszy wynik na mistrzostwach świata osiągnął podczas mistrzostw w Meiringen, gdzie zajął 17. miejsce w jeździe po muldach podwójnych. Zajął także 9. miejsce w jeździe po muldach na igrzyskach olimpijskich w Nagano. Najlepsze wyniki w Pucharze Świata osiągnął w sezonie 1997/1998, kiedy to zajął 42. miejsce w klasyfikacji generalnej, a w klasyfikacji jazdy po muldach podwójnych był szósty.
W 1999 r. zakończył karierę.

## Osiągnięcia

### Igrzyska olimpijskie
| Miejsce | Dzień     | Rok  | Miejscowość | Konkurencja      | Zwycięzca     |
| ------- | --------- | ---- | ----------- | ---------------- | ------------- |
| 9.      | 11 lutego | 1998 | Nagano      | Jazda po muldach | Jonny Moseley |

### Mistrzostwa świata
| Miejsce | Dzień    | Rok  | Miejscowość | Konkurencja                 | Zwycięzca       |
| ------- | -------- | ---- | ----------- | --------------------------- | --------------- |
| 27.     | 10 marca | 1999 | Meiringen   | Jazda po muldach            | Janne Lahtela   |
| 17.     | 14 marca | 1999 | Meiringen   | Jazda po muldach podwójnych | Johann Grégoire |

### Puchar Świata

#### Miejsca w klasyfikacji generalnej
- sezon 1995/1996: 127.
- sezon 1997/1998: 42.
- sezon 1998/1999: 50.

#### Miejsca na podium
1. Hundfjället – 7 marca 1996 (Muldy podwójne) – 3. miejsce
2. Châtel – 28 lutego 1998 (Muldy podwójne) – 2. miejsce
3. Hundfjället – 9 marca 1998 (Jazda po muldach) – 3. miejsce

- W sumie 1 drugie i 2 trzecie miejsca.